# Paula Wiesinger
Paula Rosa Wiesinger (ur. 27 lutego 1907 w Bozen, zm. 12 czerwca 2001 w Kastelruth) – włoska narciarka alpejska, mistrzyni świata w zjeździe.
Wzięła udział w mistrzostwach świata w Cortinie d'Ampezzo w 1932 roku, które były drugą edycją tej imprezy. Zdobyła tam złoty medal w zjeździe, wyprzedzając dwie Austriaczki: Inge Wersin-Lantschner i Hadwig Lantschner. Została tym samym pierwszą w historii reprezentantką Włoch, która zdobyła złoty medal w zawodach tego cyklu. Na tej samej imprezie była trzynasta w slalomie, co dało jej szóste miejsce w kombinacji. Podczas rozgrywanych rok później mistrzostw świata w Innsbrucku zajęła czwarte miejsce w zjeździe, przegrywając walkę o podium z Austriaczką Gerdą Paumgarten o 0,4 sekundy. Dwa dni później była dziewiętnasta w slalomie, w efekcie zajmując jedenaste miejsce w kombinacji. Brała też udział w mistrzostwach świata w Sankt Moritz w 1934 roku, gdzie była dwunasta w zjeździe, piąta w slalomie oraz jedenasta w kombinacji.
W 1936 roku wystartowała na igrzyskach olimpijskich w Garmisch-Partenkirchen, gdzie zajęła 16. miejsce w kombinacji alpejskiej.

## Osiągnięcia

### Igrzyska olimpijskie
| Miejsce | Dzień    | Rok  | Miejscowość            | Konkurencja | Czas biegu | Strata     | Zwyciężczyni  |
| ------- | -------- | ---- | ---------------------- | ----------- | ---------- | ---------- | ------------- |
| 16.     | 8 lutego | 1936 | Garmisch-Partenkirchen | Kombinacja  | 97,06 pkt  | -24,87 pkt | Christl Cranz |

### Mistrzostwa świata
| Miejsce | Dzień     | Rok  | Miejscowość       | Konkurencja | Wynik       | Strata      | Zwyciężczyni           |
| ------- | --------- | ---- | ----------------- | ----------- | ----------- | ----------- | ---------------------- |
| 1.      | 4 lutego  | 1932 | Cortina d’Ampezzo | Zjazd       | 7:13,8      | -           | -                      |
| 13.     | 5 lutego  | 1932 | Cortina d’Ampezzo | Slalom      | 2:02,9      | +35,2       | Rösli Streiff          |
| 6.      | 5 lutego  | 1932 | Cortina d’Ampezzo | Kombinacja  | 94,588 pkt  | -5,733 pkt  | Rösli Streiff          |
| 4.      | 8 lutego  | 1933 | Innsbruck         | Zjazd       | 6:49,4      | +47,2       | Inge Wersin-Lantschner |
| 19.     | 10 lutego | 1933 | Innsbruck         | Slalom      | 2:10,4      | +59,9       | Inge Wersin-Lantschner |
| 11.     | 10 lutego | 1933 | Innsbruck         | Kombinacja  | 100,000 pkt | -20,910 pkt | Inge Wersin-Lantschner |
| 12.     | 15 lutego | 1934 | Sankt Moritz      | Zjazd       | 5:38,0      | +1:22,0     | Anny Rüegg             |
| 5.      | 16 lutego | 1934 | Sankt Moritz      | Slalom      | 1:57,0      | +4,9        | Christl Cranz          |
| 11.     | 16 lutego | 1934 | Sankt Moritz      | Kombinacja  | 99,62 pkt   | -11,39 pkt  | Christl Cranz          |